# Ђерђ Мезеи
Ђерђ Мезеи (мађ. Mezey György; Топола, 7. септембар 1941) је бивши играч мађарског фудбалског савеза, који је играо на позицији везног играча. Касније је постао цењени тренер.
Био је тренер репрезентације Мађарске од 1983. до 1986. године, предводећи тим на Светско првенство у фудбалу 1986. године. Током ФИФА Светског првенства 2006. био је део ФИФА-ине Групе за техничке студије.

## Каријера

### Клуб
Започео је каријеру као млади играч у АК Ракошлигети у Будимпешти, након чега је 1961. године прешао у спортски клуб Високе школе за физичко васпитање, ТФСЕ. Од 1966. до 1969. играо је за Кестхељи Халадаш, Будафоки МТЕ и МТК. Био је фудбалер и тренер играча у будимпештанском Спартакусу од 1969. до свог пензионисања 1971. године, али као играч није имао значајних успеха.

### Тренер
Он је започео своју тренерску каријеру 1965. године у МТК Кестхељу, а касније је радио у Спартакусу из Будимпеште. Од 1971. био је на челу БВСК и Спортске школе БВСК. Први значајан клуб којем је водио био је МТК-ВМ, са којим је освојио треће место у сезони 1977/78. Године 1980, заједно са Калманом Месељием, предводио је мађарску репрезентацију, а потом је био и селектор омладинског и олимпијског тима.
Поставши савезни селектор мађарске репрезентације 1983, водио је тим кроз успешне квалификације за Светско првенство у Мексику, где је екипа изгубила само од Холандије у мечу који није утицао на њихов укупан пласман. На самом првенству, репрезентација је доживела тежак пораз од Совјетског Савеза са 6 : 0, али је затим победила Канаду са 2 : 0 и изгубила од Француске са 3 : 0, завршивши такмичење на 18. месту.
Мезеи је између 1986. и 1988. године радио у Кувајту као савезни селектор фудбалске репрезентације Кувајта и главни тренер клуба Ал-Јармук. Под његовим вођством, кувајтска репрезентација је освојила треће место на Азијским играма 1986. године.
Крајем 1988. године, кратко је поново био изабран за селектора фудбалске репрезентације Мађарске, водећи тим у само пет утакмица пре него што је добио отказ због озбиљних критика упућених Фудбалском савезу Мађарске поводом скандала са крзном који је тада избио.
У сезони 1989/90, радио је у финском клубу, након чега је преузео место тренера Видеотона, које је остало упражњено после смрти Габора Касаша. Од 1990. до 1992. године, био је главни тренер Хонведа, водећи клуб до шампионске титуле у својој првој сезони. После тога, ретко се и кратко бавио тренерским послом: 1997. године био је кратко на челу БВСК-а као директор дивизије, а почетком 2000-их преузео је Вашаш, да би 2003. године постао главни тренер Ујпешта.
За спортског директора ФК Фехервар именован је 2008. године. У 2009. години, иако су вођени преговори са Лотаром Матеусом, постављен је за главног тренера клуба. Након петогодишње паузе, вратио се као тренер у мађарску прву лигу и на крају сезоне 2010/11 освојио је друго првенство. На крају сезоне, уговор му није продужен, а на његово место дошао је Португалац Пауло Соуса.
Године 1982. стекао је звање мајстора тренера. За фудбалског тренера године изабран је у сезонама 1985. и 2011., а 1985. године и за селектора године. Године 1988. награђен је Сребрним копљем. Дана 19. августа 2011. проглашен је почасним грађанином Секешфехервара.

## Достигнућа као тренер
МТК
- Прва лига Мађарске у фудбалу: 
  - трећи: 1977/78

Хонвед
- Прва лига Мађарске у фудбалу: 
  - шампион: 1990/91

Будимпешта ВШК
- Куп Мађарске у фудбалу: 
  - финалиста: 1996/97

Видеотон
- Прва лига Мађарске у фудбалу: 
  - шампион: 2010/11
- Куп Мађарске у фудбалу: 
  - финалиста: 2010/11
- Суперкуп Мађарске у фудбалу: 
  - шампион: 2011